# Ribičev sin
Ribičev sin je slovenska ljudska pravljica, ki jo je zapisal Lovro Pintar in je leta 2002 izšla v zbirki Slovenske pravljice.

## Vsebina pravljice
Na Dunaju je živel neki gospod, ki je imel ribiča, da je zanj lovil ribe.  Nekega  dne je bilo ribiču naročeno, da ujame tri cente rib v treh dneh. Ribič je šel lovit in ni ujel nobene ribe, dokler se ni tretji dan pripeljal zeleno oblečen gospod v pisani barki. Ta mu je dejal, da bo ujel zadosti rib, če mu čez dvajset let da tisto, kar sploh ne ve, da ima. Ribič se je strinjal, nalovil je zadosti rib, vendar pa je kasneje izvedel, da je tisto, kar ne ve, da ima,  njegov sin. Ribič je bil potrt in upal, da bo gospod pozabil na obljubo, saj se mu je doba dvajsetih let zdela zelo dolga. Čez čas se mu res rodi sin, ki je kasneje šel v šolo, kjer se je zelo dobro učil. Vedel je,  kako se mu bo godilo, zato je, ko je dopolnil 20 let, rekel očetu, da je čas, da izpolni obljubo, ki jo je dal gospodu pred dvajsetimi leti. Šla sta k vodi, kjer je oče lovil ribe, pripeljala se je pisana barka, ribičev sin je stopil nanjo in oče je videl samo še, da se je barka skupaj s sinom potopila. Žalosten je odkorakal domov, vendar pa sin ni šel v pekel, kot  je mislil oče, ampak je prišel v vodno mesto Perdonkorten. Sin je hodil po mestu in nikjer ni bilo nobenega človeka. Najedel se je in šel spat, nato pa se mu je začelo sanjati, naj gre čez noč v graščinsko hišo, se usede za mizo in na vsako stran ob sebi prižge svečo ter čaka.  Storil je, kot se mu je sanjalo, na kar se priplazi debela kača in ga prosi naj jo poljubi. Odide, vendar zaradi sanj to naredi še dvakrat in kača je vedno bolj grozna, dokler jo v tretje ne poljubi in se spremeni v prelepo deklico. Kača je bila začarana graščakova hči in ker jo je poljubil je s tem rešil njo, graščino in celo mesto. Dekličin oče mu jo obljubi za ženo, vendar se ribičev sin odloči, da se morata še malo spoznati. Ribičev sin je bil z vsem zadovoljen, žalostilo ga je le to, da njegov oče misli, da se je pogreznil v pekel. Zato mu je rešena deklica dala prstan, ki ga bo popeljal, kamor si bo zaželel in mu rekla, da ga bo čakala sedem let. Tako je prišel nazaj na Dunaj k svojemu očetu in materi, kjer so ga bili vsi silno veseli. Vesel ga je bil tudi očetov gospodar, ki mu je obljubil eno od hčerk. Mladenič je povedal, da že ima svojo izbranko, vendar se je odločil, da bo vseeno ostal še nekaj časa. Nekega dne je šel na sprehod z obema hčerkama in jima pokazal prstan, zato sta ga zavedli in mu okradli prstan. In tako je ostal na Dunaju celih pet let, dokler se nekega dne ni odločil, da gre in najde pot v Perdonkorten. Podal se je v noč in hodil, dokler ni prišel do hiše, kjer je živela ženska s tremi sinovi, ki pa so bili tatovi. Mladenič se je znašel in jim rekel, da je on njihov pogrešani brat. Dali so mu tisto, kar so nakradli tisti dan. Čevlje s katerimi poletiš dvesto milj v pol ure, plašč v katerem si neviden in klobuk, ki odpira hribe in greš lahko, kamor želiš. Vse je oblekel in s pomočjo čevljev poletel do Sonca, saj je menil, da Sonce ve,  kje je Perdonkorten. Vendar ni vedelo, zato je odšel do Lune. Toda tudi Luna ni vedela, zato se je odpravil do Vetra.  Ta pa je le vedel, kje je to in ravno tja se je odpravljal na svatbo pihat, saj se je ženila graščakova hči. Tako sta skupaj odšla v mesto. Svatba se je pričela in mladenič je šel v cerkev v nevidnem plašču. Gospod kaplan začne brati poroko, nato pa mladenič lopne po knjigi in kaplan se odloči, da ju ne more poročiti, ker sta gotovo grešila. Tako dekle prizna, da je nekomu obljubila, da ga bo čakala sedem let, vendar je minilo le pet let in pol. Poroka je bila odpovedana, nevidni mladenič je slekel plašč in vsi so zagledali svojega rešitelja. Lepa nevesta se ga oklene okoli vratu in še isti dan sta se poročila.

## Analiza pravljice
- Pripovedovalec: tretjeosebni (vseevedni), ki se na koncu vključi v pravljico. »Tudi meni so dali iz rešeta piti, iz kozarca hrena jesti, pa eno z loparjem po riti. Potem sem pa šel.«
- Dogajani prostor: Dunaj, Perdonkorten, hiša stare ženske.
- Dogajalni čas: neznan
- Glavna književna oseba: Ribičev sin
- Stranske književne osebe: gospodar, oče, gospod z barko, graščak, graščakova hči, gospodarjevi hčerki, stara žena, trije bratje tatovi, Sonce, Luna, Veter.
- Konec: srečen, poroka med ribičevim sinom in graščakovo hčerjo.

## Liki
- Ribičev sin: je glavni književni lik, ki je pogumnejši od svojega očeta, je šolan, iznajdljiv, odločen,  da bo dosegel svoj cilj, pomembna vrednota mu je poleg ljubezni tudi družina. Vendar pa je v določenem trenutku, ko pokaže prstan gospodarjevima hčerama, zelo nepremišljen in deluje proti zapovedi.
- Graščakova hčerka: je stranski književni lik, ki je sprva predstavljena, kot nebogljena saj potrebuje rešitev (začarana je v kačo), kasneje pa je sama rešiteljica, saj pomaga svojemu rešitelju in mu da prstan, da se lahko vrne domov. Kljub njeni dobroti in ljubezni krši obljubo, da bo čakala ribičevega sina celih sedem let.
- Oče: je stranska književna oseba, ki vedno želi ustreči svojemu gospodarju, je strahopetnejši od svojega sina in manj podučen, saj ga sin uči kaj mora storiti, ko bo prišla barka.

## Interpretacija pravljice

### Simbolika
V številnih pravljicah se pojavlja stari modrec, duh narave, moški pobudnik ali varuh, ki pri moških predstavlja simbolno poosebitev sebstva (notranje središče celostne psihe). S pomočjo sebstva se ego izogne uničenju, ker je sposoben premagati, celo odrešiti, zelo nevaren vidik svoje anime (ženska predstava v moškem). Modri starec se pojavi tudi v pravljici Ribičev sin, ki pomaga očetu, da nalovi zadosti rib in s tem dokaže, da je zmožen (premaga animo).
Gospod, ki je prišel z barko pomagat ribiču, je bil oblečen v zeleno. Zelena barva pa je barva preroštva in je povezana s preroki.
V pravljici nastopa kača, ki je simbol transcendence – potreba po osvoboditvi in odrešitvi. Graščakova hčerka, je začarana v kačo, ker je nebogljena in potrebuje nekoga, da jo reši, osvobodi. In to stori ribičev sin s poljubom.
Ko ribičev sin čaka na kačo, si na vsaki strani prižge svečo. Sveča pa je simbol razsvetlitve, ljubezni, podoba transcendence, kar zopet nakazuje na to, da mora rešiti graščakovo hčer.
Luna je simbol romantike in ljubezni, zato lahko rečemo, da ribičev sin s tem, ko išče pomoč pri Luni, išče ljubezen in romantiko.
Ribe simbolizirajo ljudi, ki verujejo v Jezusa Kristusa, torej lahko sklepamo, da je oče močno veren in verjetno tudi sin, saj je tudi on lovil ribe za večerjo.
Veter, pri katerem išče pomoč, je simbol za Svetega duha.

### Interpretacija pravljice po Vladimirju Proppu
Vladimir Propp je napisal knjigo Morfologija pravljice (1928, 1965) v kateri s svojim strukturalističnim pristopom opisuje strukturo pravljic. Po njegovi teoriji lahko interpretiramo tudi pravljico Ribičev sin.
Na začetku pravljice je izhodiščno stanje, ko avtor določi književni prostor in opiše družino. Nato izhodiščnemu stanju sledijo funkcije:
- Izhodiščno stanje: Na Dunaju je živel neki gospod. Imel je ribiča, da je zanj lovil ribe.
- I. Eden od članov zapusti družino: sin gre v Perdonkorten
- II. Junaku nekaj prepovejo: Ribičev sin ne sme nikomur pokazati čudežnega prstana.
- III. Kršitev prepovedi: Ribičev sin pokaže prstan gospodarjevima hčerkama.
- VI. Škodljivec poskuša prevarati svojo žrtev: Gospodarjevi hčerki uspavata Ribičevega sina.
- VII. Žrtev nasede prevari: Ribičev sin zaspi.
- VIII. Škodljivec prizadane ali škoduje enemu od družinskih članov: Gospodarjevi hčerki ukradeta čudežni prstan.
- IX. Junaku nekaj manjka: Želi si graščakove hčerke, ki jo je rešil na začetku pravljice.
- XI. Junak zapusti dom: Ribičev sin se odpravi v Perdonkorten iskat svojo ljubezen.
- XII. Junaka preizkušajo, izprašujejo, napadajo ter ga pripravljajo na čudežno sredstvo: Trije bratje roparji sprašujejo Ribičevega sina, kdo je in kaj želi.
- XIII. Junak se odzove na dejanja prihodnjega darovalca: Ribičev sin se predstavi kot njihov izgubljeni brat in jih tako premaga z zvijačo.
- XIV. Junak prejme čudežno sredstvo: Ribičev sin ukrade čudežne čevlje, plašč in klobuk.
- XV. Junaka nekdo prenese, dostavi ali privede na kraj, kjer je objekt iskanja: Veter pripelje Ribičevega sina v Perdonkorten; Ribičev sin leti po zraku s pomočjo čudežnih čevljev.
- XXIII. Junak prispe domov ali v drugo deželo, ne da bi ga prepoznali: Ribičev sin se vrne v Perdonkorten, vendar ga zaradi čudežnega plašča nihče ne vidi.
- XXVI. Naloga je rešena: Ribičev sin prepreči poroko.
- XXVII.Junaka prepoznajo: Ribičev sin si sleče čudežni plašč.
- XXXI. Junak se poroči in dobi del kraljestva: Ribičev sin se poroči z graščakovo hčerko v Perdonkortnu.

## Motivno-tematske povezave
- Motiv kače: Sedem let pri beli kači, Bela kača s kronico, Deklica in Kač,  S kačo se je oženil, Zakleti grad, Začarana kača
- Motiv poroke z živalijo, ki se kasneje spremeni v lepo deklico/dečka: Začarana kača, Žabji kralj, Sin Jež, Jež se ženi.

## Izdaje
- Slovenske pravljice. Nova revija, Ljubljana 2002. (COBISS)
- Ribičev sin : pravljica. V Ljubljani : J. Giontini, 1884. (COBISS)
- Ribičev sin : pravljica. V Ljubljani : J. Giontini, 1907. (COBISS)